# Gosset de les praderies cuablanc
El gosset de les praderies cuablanc (Cynomys leucurus) és una espècie de rosegador esciüromorf de la família dels esciúrids que habita en l'oest de Wyoming, Colorado, en petites regions en l'est de Utah i al sud de Montana. Les poblacions més grans es troben a Wyoming. Aquest gosset de la prada viu entre els 1.500 i els 3.000 m d'altura, una altura molt major que la de la resta de gossets de la prada. Els seus principals depredadors són les fures de peus negres i les àguiles daurades.